# Usulain
Usulain ist der Hauptort der indonesischen Insel Usu im Kabupaten (Regierungsbezirk) Rote Ndao (Provinz Ost-Nusa Tenggara). Usulain befindet sich an der Nordostküste der Insel.